# Bloomingdale (Indiana)
Bloomingdale es un pueblo ubicado en el condado de Parke en el estado estadounidense de Indiana. En el Censo de 2010 tenía una población de 335 habitantes y una densidad poblacional de 222,24 personas por km².

## Geografía
Bloomingdale se encuentra ubicado en las coordenadas 39°49′50″N 87°15′1″O / 39.83056, -87.25028. Según la Oficina del Censo de los Estados Unidos, Bloomingdale tiene una superficie total de 1.51 km², de la cual 1.51 km² corresponden a tierra firme y (0%) 0 km² es agua.

## Demografía
Según el censo de 2010, había 335 personas residiendo en Bloomingdale. La densidad de población era de 222,24 hab./km². De los 335 habitantes, Bloomingdale estaba compuesto por el 97.61% blancos, el 0.3% eran afroamericanos, el 0% eran amerindios, el 0% eran asiáticos, el 0% eran isleños del Pacífico, el 0% eran de otras razas y el 2.09% pertenecían a dos o más razas. Del total de la población el 0.3% eran hispanos o latinos de cualquier raza.